# Aubusson-d'Auvergne
Aubusson-d'Auvergne är en kommun i departementet Puy-de-Dôme i regionen Auvergne-Rhône-Alpes i centrala Frankrike. Kommunen ligger i kantonen Courpière som tillhör arrondissementet Thiers. År 2022 hade Aubusson-d'Auvergne 216 invånare.

## Befolkningsutveckling
Antalet invånare i kommunen Aubusson-d'Auvergne
| Referens: INSEE |